# 喬治·佩帕德
喬治·佩帕德（英語：George Peppard, Jr.，1928年10月1日—1994年5月8日），美国男演員，他的代表作是1961年在《第凡內早餐》中飾演男主角保羅，以及1962年的《西部開拓史》等。電視影集演出方面則有NBC的《神秘之夜》中的Banacek，與《天龍特攻隊》中的約翰·史密斯（漢尼拔）一角。

## 外部連結
- 喬治·佩帕德在互联网电影资料库（IMDb）上的資料（英文）
- TCM电影资料库上喬治·佩帕德的资料（英文）
- 互聯網百老匯資料庫（IBDB）上喬治·佩帕德的資料（英文）
- WorldCat 聯合目錄中喬治·佩帕德的著作或與之相關的著作
- 在Find a Grave上的喬治·佩帕德